# Teucholabis invaripes
Teucholabis invaripes är en tvåvingeart som beskrevs av Alexander 1936. Teucholabis invaripes ingår i släktet Teucholabis och familjen småharkrankar. Inga underarter finns listade i Catalogue of Life.